# Cratère Rivals
Le cratère Rivals est un petit cône volcanique adventif du Piton de la Fournaise, le volcan actif de l'île de La Réunion, un département d'outre-mer français dans le sud-ouest de l'océan Indien. Il est situé au cœur du massif du Piton de la Fournaise sur les pentes du cône principal au sein de la caldeira appelée Enclos Fouqué
. Ce faisant, il fait partie du parc national de La Réunion. Formé lors d'une éruption volcanique en 1937, il y culmine depuis lors, d'après les cartes de l'Institut national de l'information géographique et forestière, à 2 243 mètres d'altitude.
Le cratère est atteint par le sentier Rivals en provenance du rempart de Bellecombe.

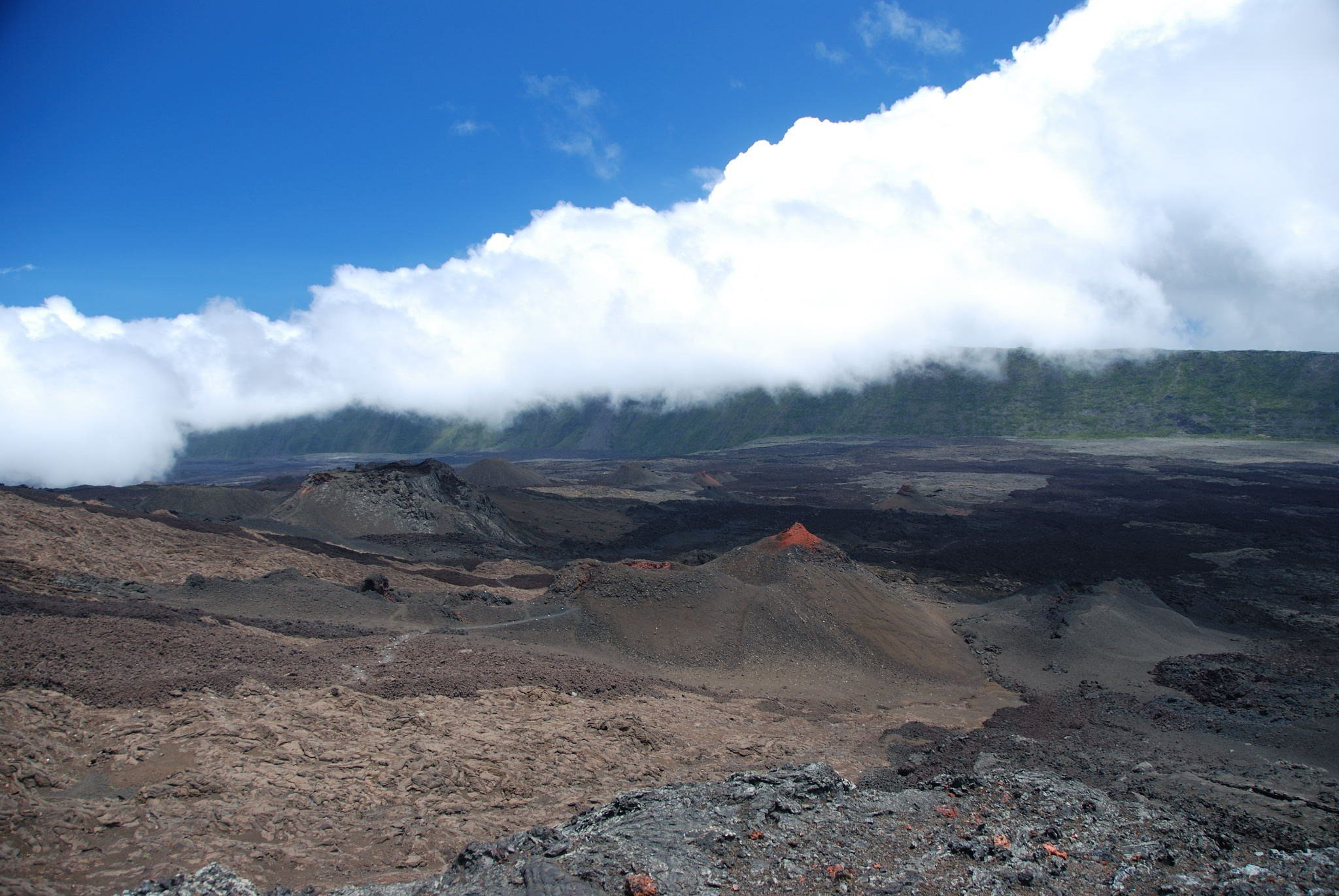
Vue du cratère Rivals.